# Międzychód (công xã)
Gmina Międzychód là một vùng đô thị-nông thôn (công xã) ở Międzychód, Voivodeship Greater Ba Lan, ở phía tây trung tâm Ba Lan. Khu vực hành chính của nó là Międzychód, nằm cách khoảng 74 kilômét (46 mi) về phía tây của thủ đô Pozna.
Gmina có diện tích 307,24 kilômét vuông (118,6 dặm vuông Anh) và tính đến năm 2006, tổng dân số của nó là 18.290 (trong đó dân số Międzychód lên tới 10.920, và dân số của vùng nông thôn của Gmina là 7.370).
Gmina gồm một phần của khu vực được bảo vệ gọi là Công viên Cảnh quan Pszczew.

## Làng
Ngoài Miedzychod, Gmina Miedzychod gồm các làng và các khu định cư của Bielsko, Chojna, Dormowo, Drzewce, Dzięcielin, Głażewo, Gorzycko, Gorzyń, Gralewo, Kaliska, Kamionna, Kamionna-Folwark, Kamionna-Wiktorowo, Kaplin, Kolno, Krzyżkówko, Lewice, Łowyń, Mierzyn, Mierzynek, Mnichy, Mniszki, Mokrzec, Muchocin, Muchocinek, Pilka, Popowo, Przedlesie, Puszcza, Radgoszcz, Radusz, Sarzyce, Skrzydlewo, Sowia Góra, Tuczępy, Wielowieś, Zamyślin, Zatom Nowy, Zatom Stary, Zielona, mijowiec và Zwierzyniec.

## Gmina lân cận
Gmina Międzychód giáp với các Gmina của Drezdenko, Kwilcz, Lwówek, Miedzichowo, Przytoczna, Pszczew, Sieraków và Skwierzyna.